# 1890 en Lorraine
Chronologie de la Lorraine
- 1886
- 1887
- 1888
- 1889
- 1890
- 1891
- 1892
- 1893
- 1894

Cette page est une liste d'événements qui se sont produits durant l'année 1890 en Lorraine.

## Éléments de contexte
- Le développement industriel de la région entraîne un besoin de main-d'œuvre que la population locale ne peut fournir et qui sera comblé par un afflux d'immigration venu de toute l'Europe et en particulier d'Italie et de Pologne[1].

## Événements

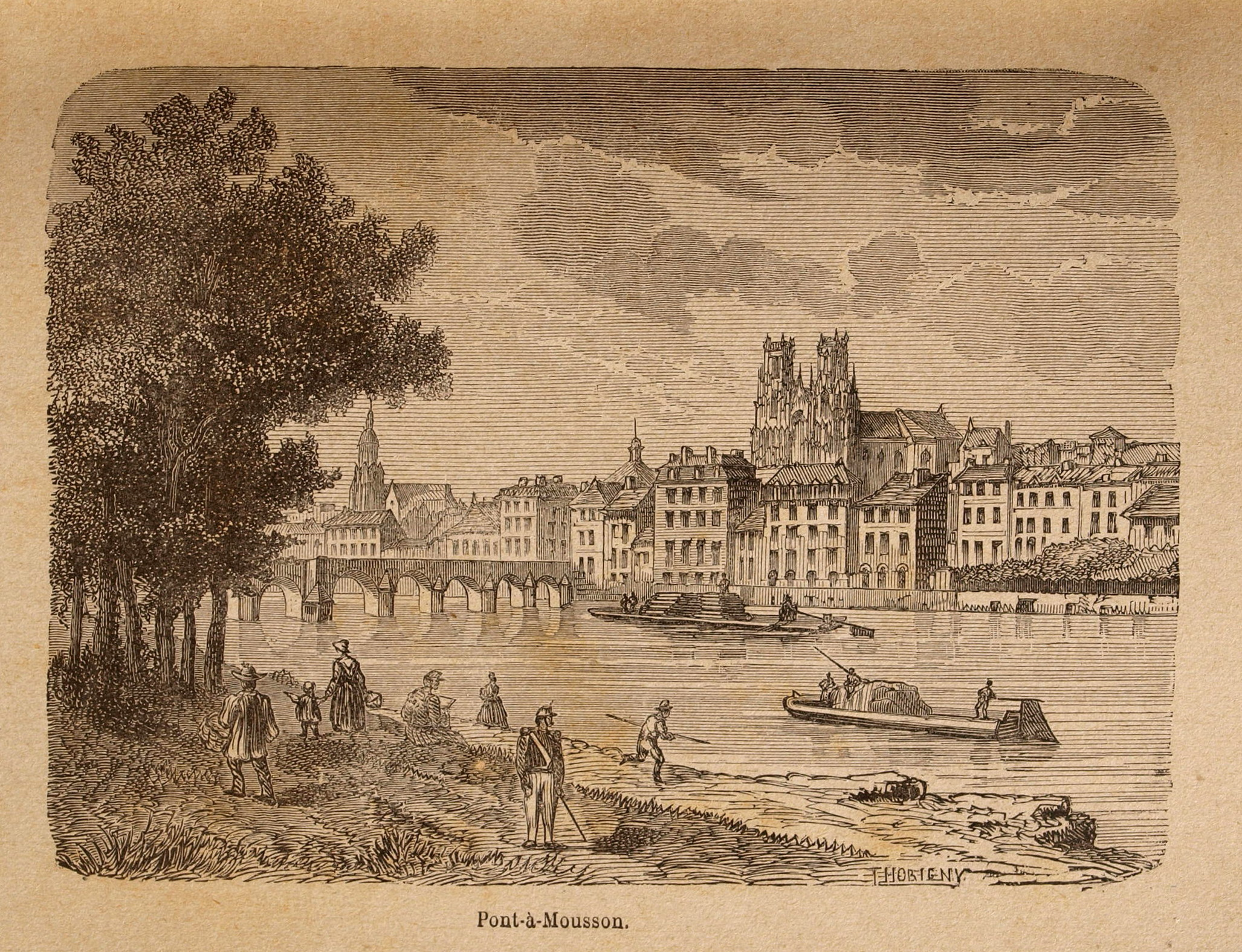
Pont-à-Mousson en 1890

- Fondation à Mirecourt de la Banque Kolb
- Ouverture de la Mine de Fontoy [2]
- Création du journal : L'écho de Lunéville[3].
- Jean Tricoche est élu député des Vosges. Il siège jusqu'en 1893.
- Premières grèves dans les mines de charbon[4].
- Victor Prouvé publie un manifeste dans La Lorraine Artiste : « Bons ou mauvais, soyez avant tout de votre époque; je préfère l'originalité primesautière d'un artiste à cette obéissance servile d'un copiste qui ne comprend pas... »[5].
- Le tueur en série Jean Dauga, qui a sévi en Lorraine dans les années 1880, est guillotiné à Nancy[6].

- 28 juillet : création du 145e régiment d'infanterie du Roi (6e régiment d'infanterie lorrain), régiment Lorrain de l'armée allemande.
- 14 octobre : création d'un syndicat de mineurs à la Mine du Val de Fer de Neuves-Maisons.

## Naissances

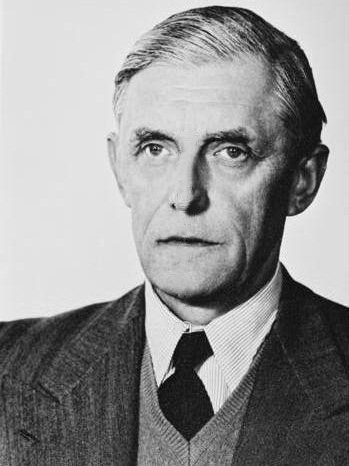
Fritz von Twardowski

- 5 janvier à Bouzonville : Max Anton Stiff (décédé en 1966), juriste allemand. Il fut administrateur du district de Münster en Westphalie de 1945 à 1952.
- 7 mars à Bruyères : Gaston About, décédé le 13 février 1954 à Bailleul, homme politique français.
- 26 avril à Nancy : Gaston Stoltz, mort dans cette même ville le 28 juin 1976, musicien français.
- 29 avril à Thionville : Franz Vaterrodt (mort en 1969), général allemand de la Seconde Guerre mondiale. De mars 1941 à novembre 1944, il fut commandant de la place de Strasbourg.
- 16 mai à Metz : Franz Gabriel Welter (mort à Athènes en 1954), archéologue classique allemand[7]. Il est l'auteur de plusieurs ouvrages sur la Grèce antique.
- 27 mai :
  - à Dieuze, en Moselle : issu de la noblesse d’empire, le comte Richard von Bothmer (mort en 1945) est un général allemand de la Seconde Guerre mondiale. Il fut le dernier commandant de Bonn.
  - à Verdun : René Valet, mort le 15 mai 1912[8], serrurier, individualiste et illégaliste, criminel membre de la bande à Bonnot et proche des milieux anarchistes.
- 21 juin à Thionville : Fritz von der Lancken (mort en 1944), issu de la petite noblesse poméranienne[9], officier supérieur allemand de la Seconde Guerre mondiale. Impliqué dans l'attentat du 20 juillet 1944 contre Hitler, il fut exécuté.
- 28 juin à Verdun : Pierre Bompard, mort à Paris le 13 juin 1962, peintre, graveur et illustrateur français.
- 9 juillet à Metz : Fritz von Twardowski (mort en 1970 à Vienne), diplomate allemand[10]. Il fut notamment consul général à Istanbul en 1943 et ambassadeur d'Allemagne au Mexique en 1952.
- 6 août à Mirecourt : Amédée Dominique Dieudonné (mort en 1960) est un luthier français. Ses instruments se sont vendus en Europe et aux États-Unis[11].
- 26 août  à Raon-sur-Plaine (Vosges)[12] : Alphonse Antoine, né d’une mère brodeuse et d’un père douanier au poste frontière du Donon (qui délimite la séparation entre la France et l'empire allemand occupant alors l'Alsace)[13], général spécialisé dans les transmissions, mort dans le 10e arrondissement de Paris le 9 février 1969, il est enterré au cimetière d'Allarmont, commune où il disposait d'une demeure.
- 29 août à Vignot : Jean-Édouard Verneau, mort le 15 septembre 1944 à Buchenwald, officier français du génie devenu résistant, mort pour la France.
- 6 septembre à Remiremont : Robert Jardel, homme politique français [14],[15], décédé le 2 mai 1940 à Neuilly-sur-Seine (Hauts-de-Seine).
- 1 octobre à Algrange : Adolf Wagner (décédé le 12 avril 1944 à Bad Reichenhall), membre de haut rang du NSDAP[16]. Il fut Gauleiter à Munich[17], ministre de l'Intérieur du Land de Bavière[18] et SA-Obergruppenführer[19]. Il a reçu la très rare Croix en or de l'Ordre allemand[20], à titre posthume en 1944.
- 31 octobre à Metz : Eduard Schützek (décédé en 1979), général allemand de la Luftwaffe, actif pendant la Seconde Guerre mondiale. Il fut chef des transmissions du secteur nord-est à l'état-major de la Luftwaffe, en 1945.
- 14 novembre à Malzéville : Charles Bapst, mort le 26 juillet 1979 à Colmar[21], militaire français. Il fait partie des généraux de la France libre.
- 19 novembre : Lucien Polimann (ou le chanoine Polimann), clerc et homme politique meusien de droite, mort le 8 février 1963 à Bar-le-Duc.
- 15 décembre à Verdun : Jeanne Brulé, morte le 28 janvier 1969 à Paris, athlète française, présidente du Fémina Sport.
- 20 décembre à Nancy : André Carnège, acteur français né Eugène Alfred Cargemel, et mort à Lagny-sur-Marne le 12 mai 1969.

## Décès
- 23 janvier  à Bar-le-Duc : Hubert Brasseur, né à Esch-sur-Alzette le 20 mars 1823 , homme politique belge francophone libéral.